# Немозеро
Немозеро — пресноводное озеро на территории Пяльмского сельского поселения Пудожского района Республики Карелии.

## Общие сведения
Площадь озера — 2,2 км², площадь водосборного бассейна — 12,6 км². Располагается на высоте 167,0 метров над уровнем моря.
Котловина ледникового происхождения.
Форма озера лопастная, продолговатая: оно почти на четыре километра вытянуто с запада на восток. Берега изрезанные, каменисто-песчаные, преимущественно возвышенные.
Средняя амплитуда колебаний уровня 0,2 м.
Основной приток — ручей без названия. Из залива на юге Немозера вытекает безымянный водоток, впадающий в Навозеро, из которого вытекает река Нава, впадающая в Укшозеро. Из последнего вытекает река Укша, впадающая в Келкозеро, из которого берёт начало река Келка, впадающая, в свою очередь, в Водлозеро.
В озере расположено восемь безымянных островов общей площадью 0,085 км², рассредоточенных по всей площади водоёма.
Рыба: щука, плотва, окунь, налим, ёрш. Основной приток — ручей без названия.
Населённые пункты и автодороги вблизи водоёма отсутствуют.
Код объекта в государственном водном реестре — 01040100411102000019076.